# Henry Bruce (2e baron Aberdare)
Pour les articles homonymes, voir Henry Bruce et Bruce.
Henry Campbell Bruce (19 juin 1851 - 20 février 1929), est un soldat et pair britannique titré 2e baron Aberdare.

## Biographie
Il est le fils aîné de Henry Bruce (1er baron Aberdare), qui est ministre de l'Intérieur. Sa mère Annabella est la première épouse de son père et la fille de Richard Beadon. Il fait ses études à la Rugby School et à l'Université Friedrich Wilhelm de Berlin. En 1895, il succède à son père comme baron.
Sa carrière militaire commence tôt: il sert dans le régiment Welch et devient major du 3e bataillon en 1899. Un an plus tard, il en est nommé lieutenant-colonel honoraire et en 1910 colonel honoraire du 5e bataillon. Plus tard, Bruce est promu lieutenant-colonel du 3e bataillon. Il est décoré de la décoration des bénévoles.
Il est président du University College ainsi que du Musée national du pays de Galles. Il est juge de paix, affecté à Glamorgan et représente le comté d'abord en tant que lieutenant adjoint à partir de décembre 1901, plus tard en tant que vice-Lord Lieutenant.

## Famille
Il épouse Constance Mary, fille de Hamilton Beckett le 10 février 1880. Le couple a neuf enfants ensemble, cinq fils et quatre filles.
- Henry Lyndhurst Bruce (25 mai 1881-14 décembre 1914), m. 1906 Camille Clifford
- Margaret Cecilia Bruce, m. 1904 Orlando Bridgeman (5e comte de Bradford)
- Clarence Napier Bruce, 3e baron Aberdare (né le 2 août 1885) m. 1912 Margaret Bethune Black, m. 1957 Griselda Harriet Violet Finetta Georgina Hervey
- Violet Bruce
- John Hamilton Bruce (né le 14 juin 1889)
- Eva Isabel Marion Bruce, m. 1911 Algernon Strutt (3e baron Belper) puis en 1924 Harry Primrose (6e comte de Rosebery)
- Constance Pamela Alice Bruce, m. 1919 Edward Digby (11e baron Digby)
- Victor Austin Bruce (né le 8 avril 1897)
- Robert Bruce

Son fils aîné et héritier Henry est nommé capitaine dans le 3e bataillon, Royal Scots, mais est tué au combat peu après le déclenchement de la Première Guerre mondiale. Bruce meurt en 1929  et est remplacé dans la baronnie par son deuxième fils Clarence. Sa petite-fille Pamela Harriman est ambassadrice américaine en France.